# Ritratto di gentildonna (Licinio)
Il Ritratto di gentildonna è un dipinto realizzato in olio su tela da Bernardino Licinio e conservato nella pinacoteca dell'Accademia Carrara di Bergamo.

## Storia e descrizione
Il ritratto proviene per lascito al comune di Bergamo dalla collezione privata di Guglielmo Lochis nel 1859 con la villa Lochis alla Crocetta di Mozzo del 1846. Successivo fu l'accordo che vide l'amministrazione di Bergamo rinunciare alla villa e parte della pinacoteca a favore del nipote Carlo Lochis, con il permesso di trasferire molte delle opere nelle sale dell'Accademia Carrara, opere che potevano essere scelte direttamente dagli amministratori.

Il catalogo che il Lochis aveva redatto, indicava il dipinto come opera del Giorgione per questo motivo il dipinto fu tra quelli scelti del comune.Fu Bernard Berenson e successivamente Gustavo Frizzoni a indicare l'opera come lavoro del Licinio, e così fu sempre inserita negli elenchi dell'accademia. Purtroppo Lionello Venturi la indica come vacuo giorgionismo. 
L'opera raffigura una donna gentildonna che grazie al suo abbigliamento molto ricco si considera che fosse altolocata e benestante. Indossa una gamurra rossa dall'ampia scollatura quadrata con nastri blu che le chiudono in modo molto stretto il corpetto. Dalla scollatura spunta la camicia bianca decorata a filo oro. Le maniche della veste sono molto ampie, a sbuffo, legate da nastri. Al collo porta una collana di perle con croce decorata con pietre, e una lunga collana in oro giallo che tiene tra le dita della mano destra guantata con quanto di pelle con un alto risvolto in pelliccia d'ermellino. Le perle si ripropongono nella ricca acconciatura tipica del Cinquecento.
La donna però pur essendo nobilmente vestiva non ha un'espressione felice, contrariamente alla gentildonna dipinta da Lorenzo Lotto e sempre presente in accademia, ma contrariamente alla Lucina Brembati, questa dipinta dal Licinio è mesta, pare non essere felice e si presenta in rassegnata compostezza, quasi in obbligo di presenza gentile, con un volto severo e rinunciatario. Mentre la Brembati, pur non essendo una bella donna, mostra tutta la soddisfazione del suo sfarzo.